# Esteban Chaix Isniel
Esteban Chaix Isniel (Xàtiva, 1759 — Xàtiva, 1813) va ser un científic i poeta valencià, germà del matemàtic Josep Chaix.
Va ser membre de la Reial Acadèmia de Sant Carles i de la Reial Societat Econòmica d'Amics del País de València, que li va premiar un estudi en què proposava la possibilitat d'assecament de diversos aiguamolls i estanys al País Valencià. Va ser també autor de diversos poemes sobre temes típics de la il·lustració setcentista.

## Obres
- «Silva» i «Oda al arte de escribir», en: La abertura del nuevo establecimiento de estudios de la ciudad de S. Felipe. València: Benito Monfort, 1799, p. 35 i 45.
- «Silva en elogio de las Nobles Artes». València: Actes de la Reial Acadèmia de Sant Carles, 1801, p. 70.
- «Oda a la paz». València, 1802.
- Noticia de las lagunas y terrenos pantanosos de este reino, los medios para su disecación, con reflexiones sobre las ventajas que resultarán (verificada aquella) á la salud pública, ganados y agricultura: operaciones prácticas para desaguar las lagunas de Ayora y de Salinas. València: Imp. Monfort, 1802.